# Kvarntjärnen (Los socken, Hälsingland, 683684-147650)
Kvarntjärnen är en sjö i Ljusdals kommun i Hälsingland och ingår i Ljusnans huvudavrinningsområde.